# Meinhard von Zallinger
Meinhard von Zallinger-Thurn (* 25. Februar 1897 in Wien, Österreich-Ungarn; † 24. September 1990 in Salzburg) war ein österreichischer Dirigent. Nach dem Adelsaufhebungsgesetz 1919 verlor er in Österreich seinen adligen Namen.

## Leben
Von Zallinger entstammte einer alten Südtiroler Familie. Er war Sohn des Rechtshistorikers Otto von Zallinger, Professor für deutsche und österreichische Rechtsgeschichte sowie für deutsches Privatrecht an der Universität Wien und Mitglied der Österreichischen Akademie der Wissenschaften. Aus der Ehe mit der Journalistin Maria Ziegler gingen zwei Töchter hervor: Ursula von Zallinger, langjährige Generalsekretärin des PRIX JEUNESSE, und Monika Fürstin Rohan, Bühnen- und Kostümbildnerin. Nach einem aus Widerwillen abgebrochenen Jurastudium in Innsbruck begann Zallinger seine musikalische Ausbildung als Privatschüler für Klavier und Dirigieren am Salzburger Mozarteum. Sein Mentor war Bernhard Paumgartner, Direktor des Mozarteums, der das Mozarteum zur Musikhochschule entwickelte. Zwischen 1920 und 1922 dirigierte Zallinger mehrmals das Mozarteum-Orchester. Danach begann seine Korrepetitor-Laufbahn, zuerst bis 1926 an der Opernschule der Wiener Akademie für Musik und darstellende Kunst, dann auf Empfehlung von Richard Strauss bis 1929 in München an der Bayerischen Staatsoper, verbunden mit ersten Dirigaten. Von dort wechselte er als Kapellmeister an die Kölner Oper. Meinhard von Zallinger trat am 1. Mai 1933 der NSDAP bei (Mitgliedsnummer 2.085.501). Im Sommer 1935 erreichte ihn der Ruf zurück nach München als Kapellmeister, später als erster Staatskapellmeister, wo er bis 1944 blieb. Nebenbei leitete er von 1940 bis 1944 die Opernschule des Mozarteums. Im Frühjahr 1944 wurde von Zallinger Generalmusikdirektor der Oper Duisburg, die zu diesem Zeitpunkt bereits nach Prag ausgelagert war, ein Amt, das er zeitbedingt nicht mehr voll antreten konnte.
In der unmittelbaren Nachkriegszeit beschleunigte sich der Rhythmus der Stationswechsel, bis zur zweiten Rückkehr nach München wieder die stabilitas loci eintrat. Die Leitung der Opernschule des Mozarteums und des Mozarteumsorchesters bildeten die erste Station (1947–1949). In Graz hielt es von Zallinger als Opernchef nur eine Saison (1949–1950). Dann gelang ihm als Opernchef der zur Staatsoper gehörenden Volksoper der Schritt nach Wien. Seine nächste Station entfachte großes Aufsehen und Kontroversen. Fast auf den Tag genau trat er zwei Monate nach dem Aufstand vom 17. Juni 1953 in Ostberlin sein Amt als musikalischer Leiter der Komischen Oper an, fasziniert von deren Intendanten und Regisseur Walter Felsenstein. Mitte des Jahres 1956 führte ihn sein Weg ein drittes Mal nach München, diesmal als „erster Staatskapellmeister“, eine Stellung, welche die ständige Vertretung des Generalmusikdirektors einschloss. In dieser Funktion fiel ihm mehrmals ein musikalisches Interregnum zu. Äußerliche Höhepunkte dieser letzten Dirigierperiode von Zallingers waren die Wiedereröffnung der Opernstätten Cuvilliés-Theater (1958) und Nationaltheater (1963).
Am 25. Juni 1973 dirigierte er zum letzten Mal am Münchner Nationaltheater Le nozze di Figaro und schied so nicht nur aus der Bayerischen Staatsoper aus, der er 29 Jahre angehört hatte, sondern beendete auch nach über 50 Jahren seine Dirigiertätigkeit und zog sich nach Salzburg zurück.
Beigesetzt wurde er auf dem Salzburger Kommunalfriedhof.
Der Karriere von Zallingers als Dirigent ging keine systematische Ausbildung voraus. Er sei ein „reiner Autodidakt“ gewesen, bekannte er selbst. Der Schwerpunkt seines Dirigierens, das der US-Musikwissenschaftler und Haydn-Experte H.C. Robbins Landon als höchst professionell bezeichnete, lag bei den Werken von Mozart, Richard Wagner und Richard Strauss. Mozart war sein musikalisches Idol, das ihn zu einem von Mozartschem Geist erfüllten Dirigenten machte. Sein Repertoire reichte von Monteverdi (L’incoronazione di Poppea) bis Orff (Prometheus) und den 1951 verstorbenen US-Komponisten John Alden Carpenter, dessen Ballettmusik er mit den Wiener Symphonikern aufnahm. Die eigentliche Berufung zum Dirigieren war ihm ein „Arkanum“. Etwas Unerklärliches und vor allem Unlernbares zeichne den Beruf des Dirigenten aus. Eine sehr dezidiert ablehnende Auffassung hatte er zur „realistisch-naturalistischen Szenengestaltung“. Sie sei kein Ersatz für die Phantasie, die auch ohne kostbaren dekorativen Aufwand echte Atmosphäre erzeuge. Der Zuschauer müsse dazu erzogen werden, seine eigene Vorstellungskraft zu aktivieren und dürfe dabei nicht durch visuelle Schranken gehemmt werden. Musiktheater werde immer Illusion sein müssen, weil nur dadurch Verzauberung entstehen könne. An über 2.500 Abenden stand von Zallinger in München am Pult. Er war der „ruhende Pol im Irrenhaus des Opernbetriebs“ (Karl Schumann, bedeutender Musikkritiker der Süddeutschen Zeitung) und der „Unentbehrliche“ mit den Eigenschaften „sesshaft, uneitel, verfügbar zu jeder Stunde“.

## Auszeichnungen
- 1964: Bayerischer Verdienstorden
- Ehrensenator der Ludwig-Maximilian-Universität München
- Ehrenmitglied der Hochschule für Musik und darstellende Kunst Mozarteum Salzburg